# بی‌نقص (ترانه وان دایرکشن)
«بی‌نقص» تک‌آهنگی از وان دایرکشن است که در سال ۲۰۱۵ میلادی منتشر شد.
این تک‌آهنگ در چارت‌های، اسکاتلند، ایرلند در رتبه اول و در چارت‌های ایتالیا، فرانسه، استرالیا، نیوزلند، اتریش، فلاندرز، بریتانیا، جزو ده ترانه اول قرار گرفت.